# They Don't Bother Me
They Don't Bother Me - album amerykańskiego rapera Young Bucka. Został wydany w maju 2007 roku nakładem niezależnej wytwórni Street Dance Records. Bucka wspomogli 50 Cent, Juvenile czy Spider Loc.

## Lista utworów
1. "Caught In The Wind" (featuring First Born)
2. "Payback's A Bitch"
3. "They Don't Bother Me" (featuring Murda Ma$e, Spider Loc & 50 Cent)
4. "Bitch Before My Dog" (Remix)
5. "Purse First, Ass Last"
6. "Workin' With Something"
7. "Dangerous Minds" (featuring JT The Bigga Figga, Juvenile & Skip)
8. "Ya Know"
9. "Ride or Die"
10. "Hard Hitters" (featuring D-Tay & First Born)
11. "Drop It"
12. "Don't Play"
13. "Gotta Get It" (featuring Juvenile)
14. "Where Da Love At"
15. "Back On Up"
16. "Don't Know Where I'm Headed"
17. "Fired Up"
18. "Lord Knows"